# 大塚女子アパート

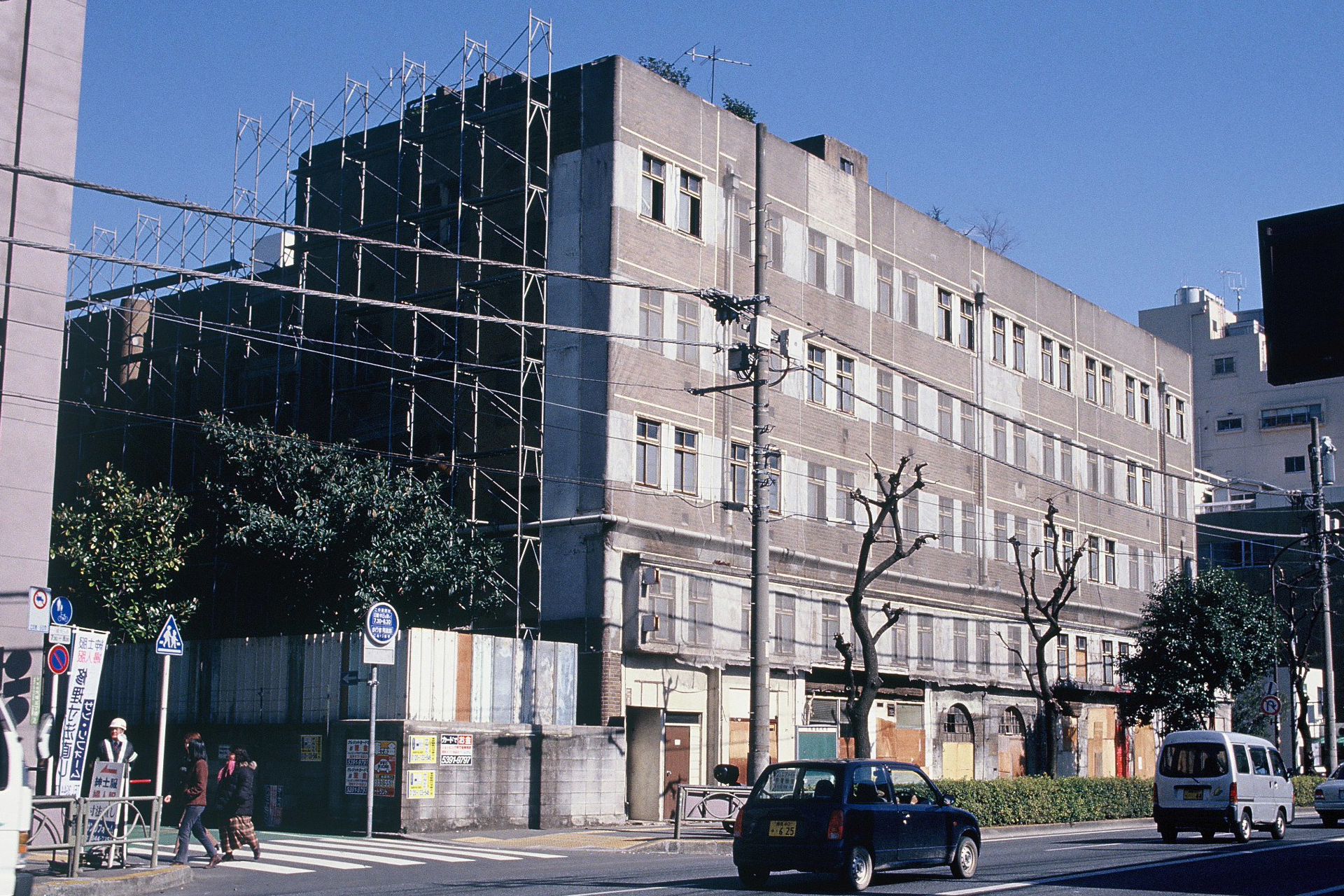
大塚女子アパートメント（撮影：2003年2月）

大塚女子アパートメントハウス（おおつかじょしアパートメントハウス）はかつて東京都文京区大塚に在った同潤会の建てた女性専用アパートである。

## 概要
同潤会とは関東大震災の義捐金を原資として1924年（大正13年）5月に設立された団体であり当時、東京を中心に16ヶ所に同様のアパートを建てた。そのうちの1つである大塚女子アパートは女性専用アパートとして1930年（昭和5年）5月15日に竣工、6月3日より入居が始まった。地上5階地下1階、独身向け居室149室、店舗5室、その他4室の計158室であった。
大塚女子アパートの設計は、1928年（昭和3年）4月28日に同潤会より、当時は気鋭の建築家であった野田俊彦に「建築技術に関する事務取扱いを嘱託す庶務課動務を命ず」として委託されてから、正式に開始されたと見られる。同潤会では設計の統括責任者であった内田祥三の門下の建築家が多く、海外の文献を参考に、日本の宅としての姿を模索して設計されたといわれる。野田は、当時の科学技術のめざましい進展を背景に、モダニズム建築の理論として「建築非芸術論」を打ち立て、「機能や構造・材料・経済上の要請を満足させることが良い建築をつくるための必要十分条件であり、対称性や装飾は有効ではない」と主張した人物である。
中庭をもつ囲み型は、ヨーロッパの都市部のアパートメントの影響と思われ、とくに小規模であった大塚や虎ノ門などではヨーロッパさながらの中庭を囲んだアパートメントハウスが実現された国内の稀有な例である。モダニズムの機能主義に徹していた建築家の作品らしく、外観は大通りに面したシンプルな箱状の形態であり、外壁はスクラッチタイルと左官塗り材仕上げ、鉄骨窓で統一されている。ただし、野田は装飾性をまったく否定したわけではなく、装飾的な要素としてシンプルな円の一部ではあるが一階の店舗部分等のアーチ、外壁の照明器具、エントランス部分に使われた装飾のある柱、主階段手摺りの造形など、要所要所に効果的に使われていることが確認できる。
当時としてはモダンできわめて贅沢な作りのアパートであり、エレベーターを備えていたほか、トイレは各階1か所の共同ではあるが水洗式であり、地下には共同浴場とシャワールーム、80人対応の大食堂。建物1階の春日通り側には雑貨屋、食料品店、お菓子屋、フルーツパーラー等が入る貸店舗を併設。1階のアパート内には男性の家族と面会する応接室とミシン室、5階にはコンクリート製の流し台と物干し場が有り有料の湯沸かし器もあったほか、洗濯や買い物担当の賄い婦もいたので、有料で頼む住人もいた。
凹み型の建物の故に一部の居室は日当たりが悪かったが、それを補うためか屋上には日光室（サンルーム）が造られた。軒先にはバーゴラが設けられ住民による草花の鉢植えにより屋上庭園のようであった。隣接してピアノと蓄音機、ラジオを備えた音楽室もあり、住人にはヴァイオリニストやオペラ歌手、音楽講師などもいたのでコンサートや合唱会も行われた。地下の食堂は住人以外の者も利用できたが、居住スペースに住人以外が入れない構造の都合上、住人も1階に降りて外から出入りする造りであった。貸店舗の2階には店舗経営者家族用の居室があったが、地下食堂同様店舗と経営者家族用の居室からはアパート内へは入れない構造であった。
家賃は1ヶ月、9円50銭～16円で、当時の物価から見れば、かなり家賃が高額なアパートであったにもかかわらず、総戸数149戸の居室は募集を開始するとすぐに予約で一杯になったという。
1930年代の世情により、午後11時の門限と家族を含めて男子禁制という規則があった。往診の医師や居室内修理のためにやむをえなく男性が入室する場合は、居室のドアを開けたままで管理人が立ち会う方式であった。

### 戦後
戦後は、エレベーターや居室のガスコンロ、地下の食堂と浴場などが使用できなくなっていたが、一方で男性来訪者でも管理人に申請し腕章をつければ居室に入れるようになるなどアパートの規則も緩やかになった。
1941年に同潤会が解散し住宅営団に移行したが、1946年にはGHQの指示により住宅営団のアパートは東京都に引き継がれ、1951年に住人に払い下げられることになったが、大塚女子アパートは払い下げを希望する住人と、女子アパート故に払い下げ後にアパート内の風紀の乱れを懸念するそうでない住人とで分かれた結果、都が提示した払い下げを拒否したため、都営住宅に移行したが、入居条件が建設当初とは180度異なる低所得者向けとなった。
1957年には、春日通り拡幅のため曳家工事により4m後退させたが、住人からの要望で居住している状態での曳家となった。
なお、20世紀後半から老朽化と地域再開発によるアパート取り壊し計画が幾度か上がったことに対し、「同潤会の代表的作品の1つで、わが国の集合住宅の歴史を考える上で極めて貴重な遺構」であるとの理由で、日本建築学会を中心に保存運動が行われたが、老朽化と公有資産の有効活用を理由に2003年（平成15年）に解体された。保存運動有志により東京都に対して解体差止請求と解体後の東京都知事に対する損害賠償請求の訴訟が起こされたが、いずれも敗訴に終わった。
なお、跡地には図書館流通センター本社ビルが建てられている。

### エピソード
戸川昌子の小説『大いなる幻影』の舞台はこのアパートの曳家工事をモデルとし、第8回江戸川乱歩賞を受賞した。戸川自身も1923年から1962年まで母親と入居していた。

## 著名な入居者
- 古川丁未子 - 谷崎潤一郎の2番めの妻で1930年から1931年入居[14]
- 小野アンナ - ヴァイオリニスト、1935年から1947年頃まで入居[15]
- 戸川昌子[13]

## 注
1. ↑  大塚女子アパートメントハウス - メトロポリス東京　THE建築遺産
2. ↑  川口 2010, p. 39.
3. 1 2 3  川口 2010, p. 44.
4. ↑  川口 2010, p. 47.
5. ↑  川口 2010, p. 46.
6. ↑  川口 2010, p. 43.
7. ↑  川口 2010, p. 56.
8. ↑  川口 2010, p. 137.
9. ↑  川口 2010, p. 146-148.
10. ↑  川口 2010, p. 156.
11. ↑  社団法人日本建築学会「旧同潤会大塚女子アパートメントハウスの保存・再生に関する要望書」2001年11月28日
東京都住宅局長「旧都営大塚女子アパートの解体について（回答）」2003年1月16日
12. ↑  日経アーキテクチュア「判決　旧同潤会大塚女子アパートの損害賠償請求を却下　「損害はない」が「文化的価値は認める」」 2004/04/05号
13. 1 2  川口 2010, p. 149-163,201.
14. ↑  川口 2010, p. 97-115.
15. ↑  川口 2010, p. 119-138.

## 関連事項
- 同潤会アパート